# Squalus griffini
Squalus griffini is een vissensoort uit de familie van de doornhaaien (Squalidae). De wetenschappelijke naam van de soort is voor het eerst geldig gepubliceerd in 1931 door Phillipps.